# Hørning (Randers Kommune)
 For alternative betydninger, se Hørning. (Se også artikler, som begynder med Hørning)
Hørning er en landsby i Østjylland med 304 indbyggere  (2024). Hørning er beliggende 13 kilometer sydøst for Randers og 14 kilometer vest for Auning. Fra Aarhus er der 38 kilometer mod nord til Hørning.
Byen ligger i Region Midtjylland og hører under Randers Kommune. Hørning er beliggende i Hørning Sogn.
Hørning Kirke ligger i Hørning.
Hørning kan daters tilbage til 1060, hvilket gør den til en af Danmarks ældste byer.
Datering er baseret på fundet at et "hammerbånd" fra en stavkirke fra Vikingetiden.
Artiker om Hørning planken:
Hørningplanken, brudstykke af en planke fra en stavkirke, dendrokronologisk dateret til ca. 1070.
Hørningplanken blev fundet i 1887 som murfyld i den nuværende romanske Hørning Kirke i landsbyen Hørning sydøst for Randers. Den har siddet øverst i stavvæggen, hvor den fastholdt de lodrette vægplanker i en dyb rille på plankens nedre kant. Ydersiden har et bemalet relief med ormeslyng i Urnesstil, mens den glatte inderside er bemalet med nadversymbolerne vinløv og druer.
http://www.fire-sogne.dk/hoerning2.htm (Webside+ikke+længere+tilgængelig)